# Assemblea Regional de Múrcia
L'Assemblea Regional de Múrcia és el Parlament Autonòmic de la Regió de Múrcia, amb seu a Cartagena. La integren 45 diputats que representen a les cinc circumscripcions electorals en què la Disposició Addicional Primera de l'Estatut d'autonomia divideix la Regió de Múrcia. Els diputats són elegits democràticament cada quatre anys pels ciutadans de la Regió de Múrcia, aplicant-se per la seva elecció en cada circumscripció la Regla D'Hondt, però només si la formació del diputat elegit compta amb un mínim d'un 5% de vots en tota la Regió.2019
Entre les funcions de l'Assemblea hi ha la de nomenar d'entre els seus membres el president de la Comunitat, legislar sobre aquelles matèries que són competència exclusiva de la Comunitat i aprovar els Pressupostos Generals de la Comunitat Autònoma.

## Circumscripcions electorals
- 1a circumscripció (7 diputats): municipis de Llorca, Águilas, Puerto Lumbreras, Totana, Alhama de Múrcia, Librilla, Aledo i Mazarrón.
- 2a circumscripció (11 diputats): municipis de Cartagena, La Unión, Fuente Álamo, Torre Pacheco, San Javier, San Pedro del Pinatar i Los Alcázares.
- 3a circumscripció (20 diputats): municipis de Múrcia, Alcantarilla, Beniel, Molina de Segura, Alguazas, Las Torres de Cotillas, Lorquí, Ceutí, Cieza, Abarán, Blanca, Archena, Ricote, Ulea, Villanueva del Río Segura, Ojós, Fortuna, Favanella i Santomera.
- 4a circumscripció (4 diputats): municipis de Caravaca de la Cruz, Cehegín, Calasparra, Moratalla, Bullas, Pliego, Mula, Albudeite i Campos del Río.
- 5a circumscripció (3 diputats): municipis de Iecla i Jumella.

## Presidents
| Legislatura      | President/a           | President/a                        | Partit         | Inici de mandat        | Fi de mandat       |
| ---------------- | --------------------- | ---------------------------------- | -------------- | ---------------------- | ------------------ |
| I legislatura    |                       | Carlos Collado Mena                | PSRM-PSOE      | 28 de maig de 1983     | 3 d'abril de 1984  |
| I legislatura    | Manuel Tera Bueno     | 6 d'abril de 1984                  | PSRM-PSOE      | 1 de juliol de 1987    |                    |
| II legislatura   | Miguel Navarro Molina | 1 de juliol de 1987                | PSRM-PSOE      | 14 de juny de 1991     |                    |
| III legislatura  | Miguel Navarro Molina | 14 de juny de 1991                 | PSRM-PSOE      | 26 de novembre de 1993 |                    |
| III legislatura  | José Plana Plana      | 26 de novembre de 1993             | PSRM-PSOE      | 23 de juny de 1995     |                    |
| IV legislatura   |                       | Francisco Celdrán Vidal            | PPRM           | 23 de juny de 1995     | 30 de juny de 1999 |
| V legislatura    | 30 de juny de 1999    | Francisco Celdrán Vidal            | PPRM           | 19 de juny de 2003     |                    |
| VI legislatura   | 19 de juny de 2003    | Francisco Celdrán Vidal            | PPRM           | 18 de juny de 2007     |                    |
| VII legislatura  | 18 de juny de 2007    | Francisco Celdrán Vidal            | PPRM           | 14 de juny de 2011     |                    |
| VIII legislatura | 14 de juny de 2011    | Francisco Celdrán Vidal            | PPRM           | 15 de juny de 2015     |                    |
| IX legislatura   |                       | Rosa Peñalver Pérez                | PSRM-PSOE      | 15 de juny de 2015     | 11 de juny de 2019 |
| X legislatura    |                       | Alberto Castillo Baños             | Cs / indep.[a] | 11 de juny de 2019     | 14 de juny de 2023 |
| XI legislatura   |                       | María Visitación Martínez Martínez | PPRM           | 14 de juny de 2023     | En el càrrec       |
1. ↑  Fou expulsat de Ciutadans al 2021.

## Composició de l'Assemblea en la XI legislatura

### Resultat electoral
| Eleccions a l'Assemblea Regional de Múrcia de 2023 |                                            |                      |         |        |          |          |
| Partit polític                                     | Partit polític                             | Candidat             | Vots    | Vots   | Diputats | Diputats |
|                                                    | PP Múrcia                                  | Fernando López Miras | 293.051 | 42,79% | 21       | 5        |
|                                                    | PSOE Múrcia                                | José Vélez Fernández | 175.505 | 25,63% | 13       | 4        |
|                                                    | Vox                                        | José Ángel Antelo    | 121.321 | 17,72% | 9        | 5        |
|                                                    | Podem Múrcia+EU-Verds Múrcia+Aliança Verda | María Marín          | 32.173  | 4,70%  | 2        | =        |
| Font: datoselecciones.com                          |                                            |                      |         |        |          |          |

### Òrgans de l'Assemblea

#### La Mesa
| Càrrec                 | Titular                              | Partit    |
| ---------------------- | ------------------------------------ | --------- |
| Presidenta             | María Visitación Martínez Martínez   | PPRM      |
| Vicepresident primer   | Miguel Ángel Miralles González-Conde | PPRM      |
| Vicepresidente segundo | Alfonso Martínez Baños               | PSRM-PSOE |
| Secretaria primera     | María del Carmen Ruiz Jódar          | PPRM      |
| Secretaria segunda     | Virginia Lopo Morales                | PSRM-PSOE |

#### Grups parlamentaris
| Grupo                              | Grupo      | Integrants                   | Portaveu          | Líder                | Escons |
| ---------------------------------- | ---------- | ---------------------------- | ----------------- | -------------------- | ------ |
|                                    | Popular    | PP Múrcia                    | Joaquín Segado    | Fernando López Miras | 21     |
|                                    | Socialista | PSOE Múrcia                  | José Vélez        | José Vélez           | 13     |
|                                    | Vox        | Vox                          | José Ángel Antelo | José Ángel Antelo    | 9      |
|                                    | Mixt       | Podem+EU-Verds+Aliança Verda | María Marín       | María Marín          | 2      |
| Font: Assemblea Regional de Múrcia |            |                              |                   |                      |        |